# Бета-коэффициент
Бета-коэффициент (бета-фактор) — показатель, рассчитываемый для ценной бумаги или портфеля ценных бумаг. Является мерой рыночного риска, отражая изменчивость доходности ценной бумаги (портфеля) по отношению к доходности другого портфеля, в роли которого часто выступает среднерыночный портфель, чей бета-коэффициент принимается за единицу. Если бета-коэффициент превышает единицу, значит ценная бумага растёт или падает быстрее рынка. Коэффициент от 0 до 1 означает, что стоимость ценной бумаги следует за рынком, но более устойчива к изменениям. Отрицательный коэффициент показывает, что бумага или портфель обесцениваются во время роста рынка и растут во время падения. Коэффициент 0 говорит, что никакой взаимосвязи между доходностями бумаги (портфеля) и рынка нет.

## Расчёт коэффициента
Коэффициент Бета для актива в составе портфеля ценных бумаг, или актива (портфеля) относительно рынка (эталонного портфеля в форме фондового индекса, иного аналогичного по характеристикам показателя или реального другого портфеля) является коэффициентом {\displaystyle \beta _{a}} в линейной регрессии доходности актива за период {\displaystyle r_{a,t}} относительно доходности рыночного портфеля за период {\displaystyle r_{p,t}}
{\displaystyle r_{a,t}=\alpha +\beta _{a}r_{p,t}+\varepsilon _{t}}.
В соответствии с формулами расчёта линейной регрессии, является отношением ковариации рассматриваемых доходностей к дисперсии доходности эталонного портфеля или рынка соответственно:
{\displaystyle \beta _{a}={\frac {\mathrm {Cov} (r_{a},r_{p})}{\mathrm {Var} (r_{p})}},}
где {\displaystyle r_{a}} — оцениваемая величина, для которой вычисляется коэффициент Бета: доходность оцениваемого актива или портфеля, {\displaystyle r_{p}} — эталонная величина, с которой происходит сравнение: доходность портфеля ценных бумаг или рынка, {\displaystyle \mathrm {Cov} } — ковариация оцениваемой и эталонной величины, {\displaystyle \mathrm {Var} } — дисперсия эталонной величины.
Кроме этого, в случае компаний, не имеющих торгуемых на рынке акций, используется метод расчёта коэффициента Бета, основанный на сравнении с показателями компаний-аналогов. Такими компаниями выступают фирмы из той же отрасли, бизнес которых максимально похож на бизнес непубличной компании. При расчёте необходимо сделать ряд поправок, в частности, на разницу в структуре капитала сравниваемых компаний (соотношения долга и акционерного капитала).